# Ethel Griffies
Ethel Griffies (nascida Ethel Woods; 26 de abril de 1878 – 9 de setembro de 1975) foi uma atriz inglesa de teatro, cinema e televisão. Ela é lembrada por interpretar a ornitóloga Sra. Bundy no clássico de Alfred Hitchcock, Os Pássaros (1963). Ela apareceu em papéis teatrais em sua terra natal Inglaterra e nos Estados Unidos, e participou de cerca de 100 filmes. Griffies era uma das atrizes mais velhas do teatro de língua inglesa na época de sua morte, aos 97 anos. Ela atuou ao lado de estrelas como May Whitty, Ellen Terry e Anna Neagle.

## Biografia
Griffies nasceu em Sheffield, West Riding of Yorkshire, filha do ator e empresário Samuel Rupert Woods e da atriz Lillie Roberts. Levada ao palco aos três anos de idade, ela continuou a atuar pelos 86 anos seguintes.
Griffies casou-se com o ator Walter Beaumont em 1900, e ele morreu em 1910. Em 1917, ela se casou com o ator Edward Cooper, que faleceu quase duas décadas antes de sua esposa.
Em 9 de setembro de 1975, em Londres, Griffies morreu de derrame.

## Carreira
Griffies apareceu em inúmeras peças, fazendo sua estreia no teatro em Londres em 1899. Tendo feito breves participações especiais em filmes desde 1917, ela iniciou uma carreira completa na indústria em 1930 na versão cinematográfica da peça Old English, e apareceu em mais de 90 papéis no cinema e na televisão em uma carreira que durou até sua aposentadoria em 1967. Ela interpretou Grace Poole em duas versões de Jane Eyre, a versão Monogram de 1934 e a versão mais conhecida de 1943. Um de seus últimos papéis conhecidos foi o da idosa ornitóloga Sra. Bundy em Os Pássaros (1963), de Alfred Hitchcock. Ela também atuou em Billy Liar, mesmo ano de Os Pássaros.

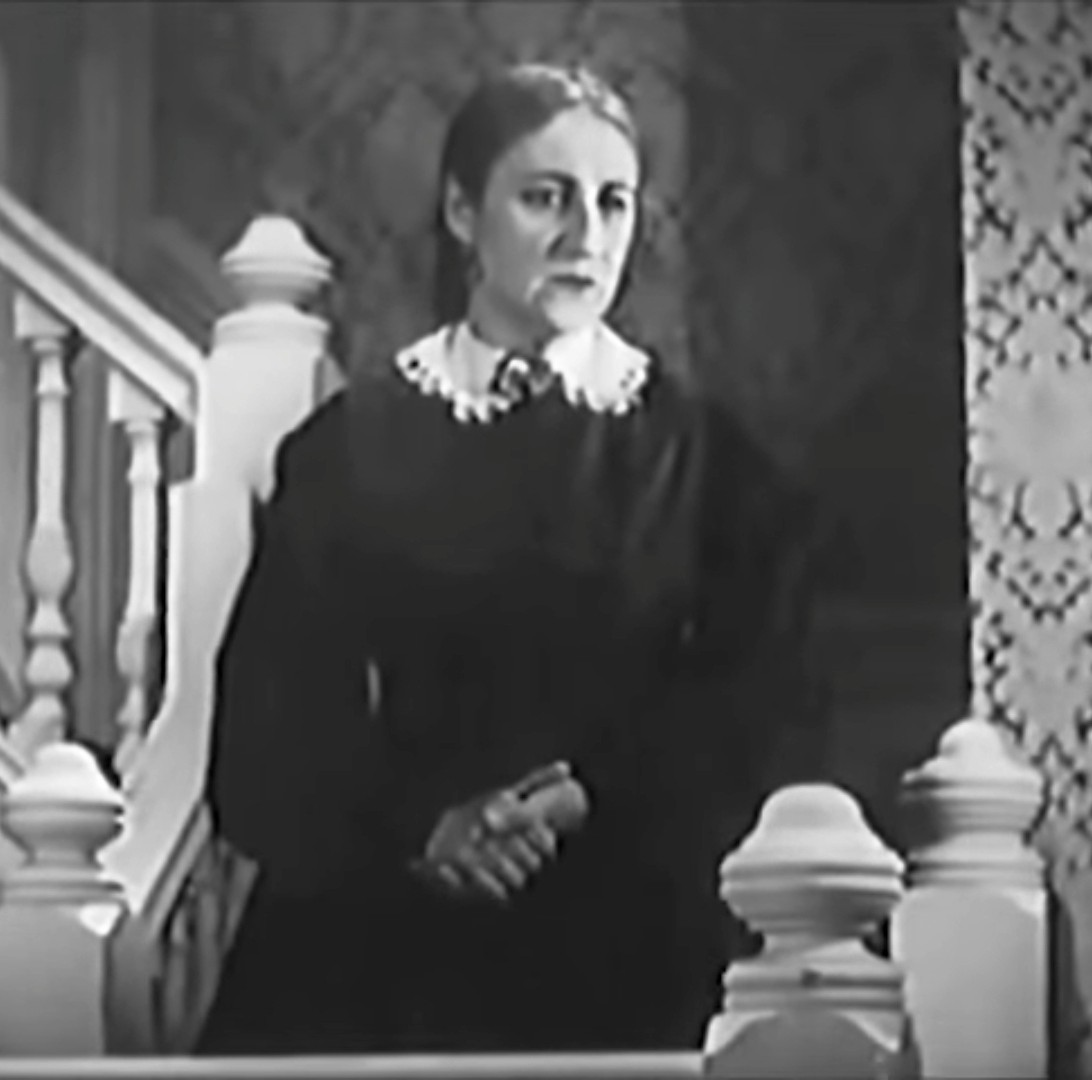
Griffies em Jane Eyre em 1934

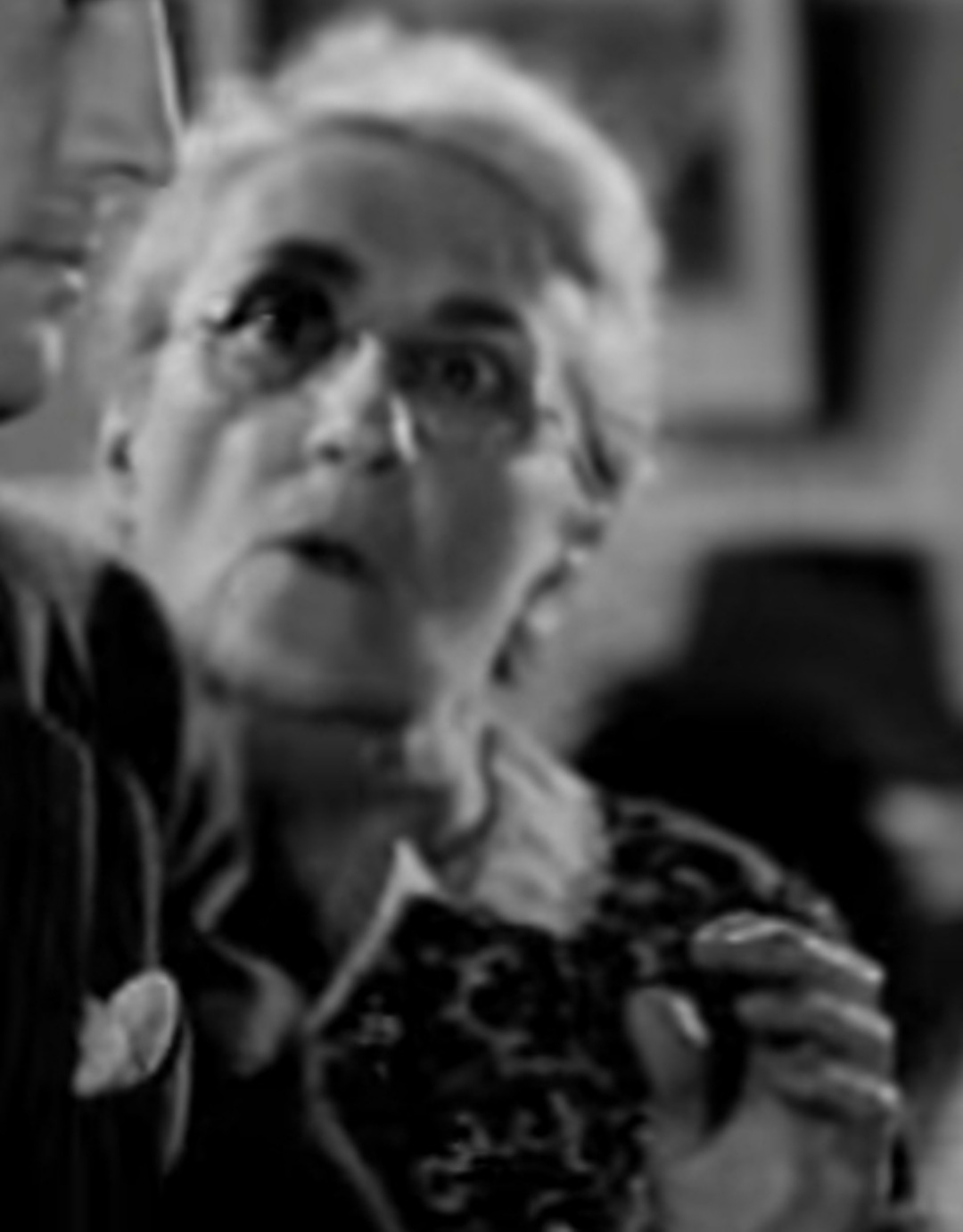
Griffies em Stranger on the Third Floor

## Filmografia (selecionada)
- The Cost of a Kiss (1917)
- Hard Cash (1920) – Sra. Hardie
- Sweet Kitty Bellairs (1930) – Fofoqueira (sem créditos)
- Old English (1930) – Adela Heythorp
- The Millionaire (1931) – Sra. Andrews (sem créditos)
- Chances (1931) – Vendedora de flores bêbada em pub (sem créditos)
- Waterloo Bridge (1931) – Sra. Hobley, Senhoria
- The Road to Singapore (1931) – Sra. Everard (sem créditos)
- Once a Lady (1931) – Miss Bleeker
- Manhattan Parade (1931) – Sra. Beacon (sem créditos)
- Union Depot (1932) – Mulher Cruzada na banca de revistas (sem créditos)
- The Impatient Maiden (1932) – Enfermeira Lovett
- Are You Listening? (1932) – Sra. Peters
- Devil's Lottery (1932) – Enfermeira (sem créditos)
- Westward Passage (1932) – Lady Caverly
- Ama-Me Esta Noite (1932) – Segunda tia
- Payment Deferred (1932) – Cliente na loja de vestidos de Madame Collins (sem créditos)
- Evenings for Sale (1932) – Passageira de barco (sem créditos)
- Tonight Is Ours (1933) – Zana
- A Lady's Profession (1933) – Lady McDougal
- Looking Forward (1933) – Miss Judd (sem créditos)
- Horse Play (1933) – Emily
- Midnight Club (1933) – A Duquesa
- Torch Singer (1933) – Agatha Alden
- Doctor Bull (1933) – Miss Ace (sem créditos)
- Bombshell (1933) – Sra. Ward – Representante do Orfanato (sem créditos)
- White Woman (1933) – Sra. Chisholm
- Alice in Wonderland (1933) – Miss Simpson, a governanta (sem créditos)
- Four Frightened People (1934) – Mãe da Sra. Ainger
- The House of Rothschild (1934) – Convidada na recepção
- Stolen Sweets (1934) – Passageira do navio (sem créditos)
- Sadie McKee (1934) – Mulher no metrô (sem créditos)
- Call It Luck (1934) – Lady Poindexter (sem créditos)
- Jane Eyre (1934) – Grace Poole
- Bulldog Drummond Strikes Back (1934) – Sra. Field
- We Live Again (1934) – Tia Marie
- The Painted Veil (1934) (1934) – Lady Coldchester (sem créditos)
- Enchanted April (1935) – Sra. Hawkins (sem créditos)
- The Mystery of Edwin Drood (1935) – Miss Twinkleton
- Vanessa: Her Love Story (1935) – Winifred Trent
- Hold 'Em Yale (1935) – Sra. Peavey (sem créditos)
- Werewolf of London (1935) – Sra. Whack
- Anna Karenina (1935) – Mme. Kartasov
- The Return of Peter Grimm (1935) – Sra. Martha Bartholomew
- Twice Branded (1936) – Sra. Etta Hamilton
- Not So Dusty (1936) – Miss Miller
- Guilty Melody (1936) – Lady Rochester
- Kathleen Mavourneen (1938) – Hannah O'Dwyer
- Crackerjack (1938) – Annie
- The Mysterious Mr. Davis (1939) – Mabel Wilcox (sem créditos)
- Over the Moon (1939) – Miss Bates – a governanta (sem créditos)
- I'm from Missouri (1939) – Miss Wildhack
- The Star Maker (1939) – Professora de voz
- We Are Not Alone (1939) – Sra. Raymond
- Vigil in the Night (1940) – Matrona Leste
- Irene (1940) – Princesa Minetti
- Waterloo Bridge (1940) – Sra. Clark – Landlady (sem créditos)
- Anne of Windy Poplars (1940) – Hester Pringle
- Stranger on the Third Floor (1940) – Sra. Kane, senhoria de Michael
- Dead Men Tell (1941) – Miss Patience Nodbury
- Billy the Kid (1941) – Sra. Hanky
- A Yank in the R.A.F. (1941) – Lady Fitzhugh
- Man at Large (1941) – Sra. Zagra
- Great Guns (1941) – Tia Agatha
- How Green Was My Valley (1941) – Sra. Nicholas, empregada doméstica
- Remember the Day (1941) – Papel Indeterminado (sem créditos)
- Right to the Heart (1942) – Minerva Bromley
- Son of Fury: The Story of Benjamin Blake (1942) – Matrona (sem créditos)
- Castle in the Desert (1942) – Madame Saturnia
- The Postman Didn't Ring (1942) – Catherine Vandewater
- Between Us Girls (1942) – Gallagher
- Mrs. Wiggs of the Cabbage Patch (1942) – Sra. Graham (sem créditos)
- Time to Kill (1942) – Sra. Murdock
- Forever and a Day (1943) – Esposa de homem em abrigo antiaéreo
- First Comes Courage (1943) – Enfermeira (sem créditos)
- Holy Matrimony (1943) – Lady Vale
- Jane Eyre (1943) – Grace Poole (sem créditos)
- Pardon My Rhythm (1944) – Sra. Dean
- The White Cliffs of Dover (1944) – Mulher na janela de abertura do trem (sem créditos)
- It Happened Tomorrow (1944) – Sra. O'Connor, Inquilina da Pensão (sem créditos)
- The Keys of the Kingdom (1944) – Sra. Glennie (cenas deletadas)
- Music for Millions (1944) – Sra. McGuff
- The Horn Blows at Midnight (1945) – Lady Stover
- Thrill of a Romance (1945) – Sra. Fenway
- Molly and Me (1945) – Sra. Lamb (sem créditos)
- The Strange Affair of Uncle Harry (1945) – Sra. Nelson (sem créditos)
- Saratoga Trunk (1945) – Clarissa Van Steed
- Devotion (1946) – Tia Elizabeth Branwell
- Sing While You Dance (1946) – Sra. Abigail Smith
- The Brasher Doubloon (1947) – Papel Secundário Indeterminado (sem créditos)
- Millie's Daughter (1947) – Tia Katherine
- The Homestretch (1947) – Tia Martha
- Os Pássaros (1963) – Sra. Bundy, ornitóloga
- Billy Liar (1963) – Vovó Florence
- Bus Riley's Back in Town (1965) – Sra. Spencer